# Шымыр
Шымыр — казахский род, входящий в состав Старшего жуза, один из четырёх родов племени Дулат. Происхождение этнонима Шымыр связано с именем родоначальника, жившим примерно в XIV веке. Сохранены в народе легенды и предания о Шымыр Ата. Шымыр Ата жил в районе нынешнего Ташкента. Мавзолейный комплекс «Шымыр Ата» находится в городе Ташкент, районе Алмазорский (не путать со станцией метро Алмазор), махалле Шифокорлар, улице Фараби. Общая площадь комплекса 4 гектар, внутри комплекса мечеть и мавзолей «Шымыр Ата». На карте Ташкента обозначен как Чимир-Ота. В районе БКД (большая кольцевая дорога) и улицы Фараби.

## Родовой клич (уран)
Ураном Шымыров в XVIII веке стало имя батыра «Койгельды», а до этого использовали уран «Шымыр» или общеуйсынский уран «Бахтияр». Койгельды Сартулы (1702—1795 гг.) — военачальник, предводитель Шымыров. Организатор отпора джунгарским завоевателям, воевал с ташкентскими ополчениями Юнус-ходжи. Самый видный батыр дулатского племени того самого бурного периода времени военных конфликтов когда казахские жузы и племена в обособленности друг от друга, раздробленно воевали против своих иноземных захватчиков, врагов. Потом после смерти, его имя стало родовым кличем всего Шымырского рода.

## Родовая тамга и дополнительная информация по роду
По Гродекову родовая тамга шымыров «ятамга» или «айтамга».
В документальных материалах российских путешественников и исследователей Архивная копия от 20 июня 2015 на Wayback Machine есть нижеследующая информация о роде Шымыр:
«Получив все необходимые указания, К. Миллер вышел с торговым караваном в августе 1738 г. из Орской крепости и направился в юго-восточном направлении в город Ташкент. От Орска до Ташкента он прошел вместе со своими спутниками огромный путь расстоянием 1546 верст и, проложив за три месяца новый караванный маршрут через территорию Центрального и Юго-Восточного Казахстана, стал первым путешественником в Европе, которому удалось проникнуть в Среднюю Азию из России через Голодную степь Бетпак-Дала.
Однако вблизи Ташкента российских путешественников постигла крупная неудача. 2 ноября 1738 г. недалеко от г. Туркестана, возле урочища Балакампир, торговый караван был почти полностью разграблен группой казахов шымырского рода Старшего жуза. Все члены посольства, кроме Миллера, попали в плен. Сам же руководитель миссии, благодаря покровительству одного из доброжелательно настроенных к России старшин южных казахов Кунай-мурзы смог относительно благополучно добраться до Ташкента».

## Расселение и численность шымыр
Численность Шымыров по Материалам Статистического Управления Киргизского Землеустройства в 1910 году составляло более 3000 человек, обоего пола. Шымыры были расселены по хребту Каратау, на территории нынешних Туркестанской и Жамбылской областей.
В окрестностях Каратау, на сегодняшний день проживают представители из рода Шымыр — Марсым — Конакбай — Толе. По рассказам старейшин этого рода, Толе при жизни вместе со своими многочисленными потомками кочевал в степях Абайского района Туркестанской области. После естественной смерти главы рода Толе, между потомками старшей жены (Байсеит) и младших жен (Бексеит) начался спор из-за наследства. Дети от старшей жены, именовались Ран-Толе, так как ставили свои юрты на сопках, возвышенностях. Дети от младших жен жили в низинах и оврагах, поэтому именовались Карален-Толе. В итоге после долгих споров Карален-толе от кочевали от своих земель в сторону гор Каратау, ближе к озеру Биликоль, где и живут по сей день. Во время становления Советской власти и раскулачивании высшего сословия, распря между двумя ветвями исчезла. Сейчас обе ветви именуют себя Толе.

## Происхождение
Согласно шежире, Шымыр, основатель рода, был сыном Дулата — общего предка дулатских родов. В отношении дулатов в казахстанской историографии преобладает мнение, что они являются потомками дулу. Ряд других источников говорит о монгольском происхождении дулатов (Рашид ад-Дин, В. В. Бартольд, Ч. Ч. Валиханов).
Гаплогруппа С3-starcluster, выявленная у представителей дулатских родов, согласно Ж. М. Сабитову, отражает генетический вклад нирун-монголов, потомков Бодончара (предка дуглатов и других монгольских родов). При этом у собственно представителей рода шымыр выявлена гаплогруппа C3d, которая, согласно В. Н. Харькову, маркирует демографическую экспансию монголоязычных популяций Центральной Азии.

## Состав племенного союза Шымыров
| Племя | Шынқожа                                                     | Темір                 | Бекболат                                                                  |
| ----- | ----------------------------------------------------------- | --------------------- | ------------------------------------------------------------------------- |
| Роды  | - Қобыланды - Марсым - Бозқозы (Қозым) - Бозан (Алдаберген) | - Тыңықсопы (Таңсопы) | - Жиеш (Жиенбай) - Жиембет - Қарымбет - Шілмәмбет - Мырзабек (Тобыр ұста) |

Род Шымыр (Чимир) делится на три крупных ветви: Бекболат, Шынкожа (Чинходжа, Шынболат), Темир (Темірболат).

### Версии шежире
Одна из версий шежире выглядит следующим образом:
1. Шымыр — делится на Бекболат, Шынқожа, Темір, Текес.
- 2. Бекболат — сыновья Жиеш (Жиенбай), Жиембет, Қарымбет, Шілмәмбет, Мырзабек.
  - 3. Жиеш — Жәнкебай, Сәмет.
    - 4. Жәнкебай — Құлтемір, Шоқан.
      - 5. Құлтемір — Айтқұл
        - Айтқұл — Байтемір, Көтен, Бөлек, Қонысбай.
          - Байтемір — Балтай, Жантай, Шора, Биғаш.
          - Қонысбай — Жаңабай.
            - Жаңабай — Уақкөшік, Байкөшік, Есенкөшік.
              - Есенкөшік — Құлбас, Қонбас.
                - Қонбас — Сәтен.
                  - Сәтен — Мәмбет би.
                    - Мәмбет би — Жүндібай датқа, Байтерек датқа, Байзақ датқа, Өтеби.
                      - Байзақ — Ақмолдабатыр, Қабыл.
                        - Қабыл — Рысқұл.

    - 4. Сәмет — Байқожа, Бектеміс, Сәмбет.

  - 3. Мырзабек (Тобыр ұста) — Көкшек.
    - 4. Көкшек — Бәйімбет, Жидек.
      - 5. Бәйімбет — Бақтыбай, Нарымбет, Әтеш, Теке. Их четверых вместе с Жидеком называют «Бестерек».

  - 3. Жиембет — прозвали «Боққайнат».
  - 3. Қарымбет — Сәмбет, от него Қосы, от него Берсүгір, от него Балық.
    - 4. Қосы батыр — Атымтай, Жылқыайдар[13]

  - 3. Шілмәмбет — Қырғызәлі, Ноғай, Әліқұл, Құли. Согласно имеющимся данным (см. примечание в конце текста), Әліқұл являлся приемным сыном Шілмәмбета.
    - Қырғызәлі — Андағұл, Құдайқұл, Сәлік.
    - Ноғай — Қожамберді, Малай.
    - Әліқұл — Бораншы, Данияр, Ақсақда, Алыбай, Толыбай.
    - Құли — младший сын Шілмәмбета, стал самостоятельным родом. Остальные сыновья Шілмәмбета остались вместе с отцом и стали называться Шілмәмбет (по сведениям Бауржана Момышұлы).

- 2. Шынқожа — сыновья Қобыланды, Марсым, Бозқозы (Қозым), Бозан (Алдаберген).
  - 3. Қобыланды — Шоқай, от него Тіленші, Ұрысқара.
  - 3. Бозқозы — Күнту.
    - Күнту — Мәмбетқұл, Елтоқ, Cейтімбет, Әйтімбет.
      - Мәмбетқұл — Аспан, Сайбақ, Нұран, Шәкірт.
        - Аспан — Төлек, Тоқпан.
          - Төлек — Бибол, Бидаулет.
            - Бибол — Ырысдәулет, Бойлы.
              - Бойлы — Қалдықара.
                - Қалдықара — Шолақ, Мұңайтпас.
                  - Мұңайтпас — Рысқұл, Рысалы.
                    - Рысқұл — Түйебай, Әлімбет, Махамбет.
                      - Түйебай — Тұрсынбай, Әзімбай, Әбдібай, Қойшыбай.
                        - Тұрсынбай — Хазиз, Арқабай, Ақылбек, Ғалымжан.
                          - Хазиз — Жансерік, Алим.

  - 3. Марсым — Қырғызәлі, Қонақбай, Садыбай батыр,
    - 4. Қонақбай — Базаркелді.
      - 5. Базаркелді — Қарқара палуан.
        - 6. Қарқара палуан — Төле.

    - 4. Қырғызәлі — Қазымбет.
      - 5. Қазымбет — Дүлдүл, Сарбас, Қаратеке, Бәйімбет.
        - 6. Қаратеке — Шақан.
          - 7. Шақан — Таңатар, Жақсылық, Балық, Сарт.
            - 8. Сарт — Қойкелді батыр, Қожық батыр, Ақша батыр.
              - 9. Қойкелді батыр — Қарабатыр, Сармырза батыр.
                - 10. Сармырза батыр — Жетібай би, Нарбота би.

              - 9. Қожық — Қанай, Алатау.
                - 10. Алатау — Бәйірбек.
                  - 11. Бәйірбек — Төленбай.
                    - 12. Төленбай — Аманжол.
                      - 13. Аманжол — Райымбек.
                        - 14. Райымбек — Болат.
                          - 15. Болат — Қайрат, Миат, Мейірхат, Жанко.
                            - 16. Қайрат — Бақытжан, Бексултан, Нурсултан.
                            - 16. Миат — Әділет.
                            - 16. Мейірхат — Рамазан.

              - 9. Ақша батыр — Өтеболат, Бекболат, Қырғызбай.

        - 6. Бәйімбет — Құттық.

  - 3. Бозан — Көкірек.
    - 4. Көкірек — Қара, Бұлантай, Тауас, Бесбала, Шатыр.
      - 5. Қара — Тайлақ би.

- 2. Темір — Тынықсопы (Таңсопы).
  - 3. Тынықсопы (Таңсопы) — Байдалы.
    - 4. Байдалы — Арықжігіт (Исақ, Исакул), Ашжігіт (Кедей), Мырзақұл, Айнабек.
      - 5. Арықжігіт — Анда, Жұмақ, Өтеміс, Назар.
        - 6. Назар — Кошкар, Жура, Ахмед.
          - 7. Кошкар — Бахтиёр, Аскар, Файзулла.
            - 8. Бахтиёр — Алишер, Азиз, Ислом, Кахрамон.
            - 8. Аскар — Адхам, Сардар.
            - 8. Файзулла — Атабек.

          - 7. Жора — Равшен.
            - 8. Равшен — Расул, Ислам, Насыр.

          - 7. Ахмед — Батыр.

        - 6. Анда — Таз.
          - 7. Таз — Қаратеке.
            - 8. Қаратеке — Шынтай, Дүйсенби, Балқы батыр.

        - 6. Жұмақ — Тойшы, Құлжұмыр, Құдайберген.
        - 6. Өтеміс — Оркүнші, Айырдес, Мыңас, Ақтамберді.

      - 5. Ашжігіт — Сейітқұл, Мәмбетқұл, Кенбаба.

Примечание: В статье на казахском языке про Досмұхамбет би, который родился в 1570 году в Ташкенте (согласно шежире от муллы Аккус Сатыбалдыулы 1806—1897), есть информация о том, что его беременная младшая жена по имени Айша — дочь киргизского бия Бейшенали, выжила после резни учиненной правителем Ташкента Турсынханом, спрятавшись под казаном. Тяжелораненный Досмұхамбет би (Дос би) перед смертью (1627 г.) для сохранения жизни будущего ребенка дал указание Айше возвращаться к своей родне и назвать ребенка Аликул. Айша выполнит наказ мужа и по пути родит сына в землях рода Шымыр. Новорожденного сына назовет Аликул (от него Бораншы, Данияр, Аксакда, Алыбай, Толыбай). Сейчас они входит в состав рода Шильмамбет — Шымыр.
Предположительно, вышеупомянутый Дос би это внук Сикыма (от одного из шести сыновей по имени Байсеит (Шуылдак)), упоминаемый в шежире Зайыра Садибекова и чье имя выбито на памятном камне мемориала Сикым баба. В пользу этого говорит тот факт, что Шильмамбет является внуком Шымыра, в свою очередь Сикым и Шымыр являются родными братьями. Значит события с Дос би происходили в период жизни Шильмамбета. Во-вторых они приходятся родственниками друг другу и именно поэтому Шильмамбет принял вдову Дос би с сыном к себе в семью.
Шежире по сведениям Тажиса Мынжасара:
1. Шымыр делится на следующие ветви: Бекболат, Шынқожа (Шынболат), Темір (Темірболат).
- 2. Бекболат — Шілмәнбет, Жиенбет, Қарымбет, Жиеш, Мырзамбет.
  - 3. Шілмәнбет — Шалмен, Жауылбай, Анарқұл, Құдайқұл, Салық, Құли.
  - 3. Қарымбет — Сәмбет.
  - 3. Жиенбет — Боққайнат.
  - 3. Мырзамбет — Ақмолда (Сүлгетай), Жанмолда, Баймолда, Бекмолда, Нұрмолда.
  - 3. Жиеш — Жаңабай. 
    - 4. Жаңабай — Құлтөбел (Есенқұл), Құлеке, Қарамырза, Қонақбай, Шал, Жетібай.
      - 5. Құлтөбел — Айтқұл, Шақан да, Құлекеден Қарамырза, Қонақбай, Шал, Жетібай, Оран, Қожатай, Әліке.
        - 6. Айтқұл — Байтемір, Қонысбай. 
          - 7. Қонысбай — Байкүшік, Асанкүшік, Іскенкүшік, Дуана, Көттік, Бөлек.
            - 8. Іскенкүшік — Күнбас, Құлбос.
              - 8. Күнбас — Мамбет, Сарт.
                - 10. От первой жены батыра Мамбета — Жүндібай, Өтеу, Бизақ, Шаңкөз, Билібай.
                - 10. От второй жены — Алып, Бошай, Илебай.
                - 10. От третьей жены — Байзақ датқа, Бәйтерек.
                  - 11. Бәйтерек — Базарбай, Тасыбек, Шалабай, Оршыбек.
                    - 12. Тасыбек — Қайназар, Әшірәлі, Қанай, Сейітқасым, Сейітбақы, Жанай, Мизеке, Жаманбатыр.
                      - 13. Қайназар — Әбіл, Әбдіқадыр.
                        - 14. Әбдіқадыр — Асқар.

                      - 13. Мизеке — дочери Жақсықыз, Айымкүл.
                      - 13. Әшірәлі — Тәжіназар, Алданазар, Пірназар.
                        - 14. Тәжіназар — Жақыпназар, Сейітжапар.
                          - 15. Жақыпназар — Ерназар, Ербол, Сапар.
                            - 16. Ерназар — Бауыржан.
                            - 16. Сапар — Нұрқадыр.

                          - 15. Сейітжапар — Ерлан, Нұрлан, Бекежан, Бақытжан, Асылхан.

                        - 14. Пірназар — Ермек, затем Гүлшара (дочь).
                        - 14. Алданазар — две дочери.

                      - 13. Жаманбатыр — Ескендір.
                        - 14. Іскендір — Медет, Есбол, Асхат, Әлихан, Әсет.

                - 10. От четвертой жены — Қашаған, Байтоқ.
                - 10. От пятой жены — Әліқұл, Әлшеке.

        - 6. Шақан — Аран (Сырлы), Шортан (Көн), Жәдік (Шөже).
          - 7. Аран — Аралбай, Бүксек, Өтеген, Жолдас.
            - 8. Өтегеннен — Болысбек, Шекербек.
            - 8. Жолдас — Беген, Пәшен (Бәшен), Қыздарбек, Базарбай.
              - 9. Пәшен — Байсын, Жанысбай, Бақан.
                - 10. Байсын — Жұмағұл, Омар.
                  - 11. Омар — Нартбай.
                    - 12. Жортпаш (прозвище) — Сейіт, дочери Дәрі, Дәкүн, Қатипа, Ләтипа, Фатима.
                      - 13. Сейіт — Серік, Ерік, Қасым, Асыл.

                - 10. Жанысбай — Ақыл (Досқара).
                  - 11. Ақыл (Досқара) — Байқұлы, Алжанбай, Жидебай, Сырғабай, Кенжебай.
                    - 12. Байқұлы — Әлмембай.
                      - 13. Әлмембай — Әлихан, Әлиасқар.
                        - 14. Әлихан — Ержан, Біржан, Абай, Қайрат.
                          - 15. Қайрат — Ералы, Әлиасқар, Дәурен.

                    - 12. Алжанбай — Шайжан, Үсіпбай.
                      - 13. Шайжан — Виктор, Станислав, Руслан.
                      - 13. Үсіпбай — Кеңес, Жора, Серік, дочери Запира, Қабира, Фатима.
                        - 14. Кеңест — Болат, Төрехан.
                          - 15. Болат — Дәулет.
                          - 15. Төрехан — Уәли.

                        - 14. Серік — Үсіп.

                    - 12. Жидебай — Жұмабай, затем дочь Мейрамкүл.
                      - 13. Жұмабай — Әбдірәшит, Әбдірамбай, Әбілдә, Әбдірәсіл, Асланби, дочь Света.
                        - 14. Әбдірәшит — Ғалымжан, Ержан, сосын қыздардан Айымжан, Гүлжан.
                        - 14. Әбдірамбай — Бекмұрат, Досмұрат, Қазбек, Салтанат (дочь).
                        - 14. Әбілдә — Жанболат, Жанбота, Жансерік, Жандос, Ерсұлтан.
                          - 15. Жандос — Мирас, Нұртас, Нұрмахан.

                        - 14. Әбдірәсі — Дархан, Аян, дочери Назира, Мәдина.
                        - 14. Асланби — Биберт, Меркурий, Елнұр, Назерке (дочь).

                    - 12. Сырғабай — Ибаділлә, Тәжікүл (дочь).
                      - 13. Ибаділлә — Берікбай, Өрікбай, Дәулетбай, Асқар.
                        - 14. Берікбай — Ардақ.
                          - 15. Ардақ — Арнат, Диас, Әлинұр.

                        - 14. Өрікбай — Айдар, Айдын, Нұргүл (дочь).
                        - 14. Дәулетбай — Ахат, Дидар.
                          - 15. Ахат — Әлихан

                        - 14. Асқар — Дамир.

                      - 13. Тәжікүл — Серік.

                    - 12. Кенжебай — Сайлау, Өміртай, дочери Майдаш, Үміткүл, Тотыкүл, Зақираш.
                      - 13. Сайлау — Данияр, Мадияр, Алияр, Ербол.
                        - 14. Данияр — Айдар.
                        - 14. Мадияр — Әділет.
                        - 14. Алияр — Қуаныш.
                        - 14. Ербол — Қазыбек.

                      - 13. Өміртай — Нұрбол, Жамбыл, Қайрат, Қанат, Самат, Жомарт, Мақсат.
                        - 14. Нұрбол — Ерболат, Бекболат, Нұрболат.
                        - 14. Жамбыл — Қуат, Дулат.
                        - 14. Қайрат — Нұрсұлтан.
                        - 14. Қанат — Бекзат.

      - 5. Қара-мырза — Мойнақ.
      - 5. Қонақбай — Қойкелді.
- 2. Темір — Ысқақ, Төленді, Айнабек, Мырзақұл.
- 2. Шынқожа — Марсым, Қобыланды, Бозан, Бозқозы[11].